# Le Juif errant (film, 1926)
Pour les articles homonymes, voir Juif errant (homonymie).
Pour plus de détails, voir Fiche technique et Distribution.
Le Juif errant est un film français muet réalisé par Luitz-Morat sorti en 1926.

## Synopsis
Bien qu'inspiré par le roman du même nom d'Eugène Sue, le film comprend de nombreuses différences. La famille Rennepont est la cible de la haine d'une société secrète (dans le roman, il s'agit explicitement des Jésuites, bien que l'un des Rennepont, Gabriel, soit lui-même un prêtre, très sympathique mais manipulé à son insu et dès son jeune âge par la société secrète). Au cours de la montée du Christ au Calvaire, le Juif Ahasverus lui a refusé son aide ; en punition, il est condamné à l'immortalité et à errer (dans le roman, il est lié, voire assimilé, à la propagation des épidémies de choléra). Le 13 février 1682, lors d'une nuit de pogrom dans le ghetto de Varsovie, Marius Rennepont, marié à une Juive polonaise, est assassiné par les membres de la société secrète (dans le roman, son tort est d'être protestant et il meurt en France, alors que la société secrète s'est emparée de presque tous ses biens). Son enfant est sauvé par Ahasverus et le testament du mort (à ouvrir dans 150 ans) est déposé chez un notaire. 1832, la secte toujours active veut empêcher les descendants Rennepont (sauf Gabriel, qui ne peut pas deviner la manigance) d'assister à l'ouverture du testament (dans le roman, cette ouverture a lieu dans l'hôtel particulier parisien — muré pendant 150 ans — où Marius est mort). Mais Ahasverus veille... (le roman comporte de longues descriptions de la vie des ouvriers et des ouvrières, et des remèdes qui pourraient l'améliorer ; cet aspect ne peut pas être rendu fidèlement au cinéma).

## Fiche technique
- Réalisation : Luitz-Morat
- Scénario : Luitz-Morat d'après le roman éponyme d'Eugène Sue
- Direction artistique : Louis Nalpas
- Photographie : Maurice Arnou, Raoul Aubourdier, Georges Daret, Karémine,  Mérobian, André-Wladimir Reybas
- Société de production : Société des Cinéromans
- Pays :  France
- Format : Noir et blanc - Muet - 1,33:1 - 35 mm
- Genre : Film dramatique
- Durée : 305 minutes
- Date de sortie : 
  - France - 24 décembre 1926

## Distribution
- André Marnay : Ashaverus
- Gabriel Gabrio : Dagobert
- Maurice Schutz : Monsieur d'Aigrigny
- Claude Mérelle : la baronne de Saint-Dizier
- Jeanne Helbling : Adrienne de Cardoville
- Antonin Artaud : Jacques Dupuis dit Gringalet
- Jean Peyrière : le Christ / Rennepont
- Charlotte Barbier-Krauss : Françoise
- Sylvio de Pedrelli : Djalma
- Jean Devalde : l'abbé Gabriel
- Simone Mareuil : Céphise (orthographiée Cephyse dans le roman)
- Adolphe Candé : le docteur Baleinier
- Fernand Mailly : Morock
- Suzanne Delmas : la Mayeux
- Georges Bernier : Couche-Tout-Nu
- Suzanne Hiss : Rose
- Gaston Fournez-Goffard : Rodin